# Pentaceros richardsoni
Pentaceros richardsoni is een straalvinnige vissensoort uit de familie van harnashoofdvissen (Pentacerotidae). De wetenschappelijke naam van de soort werd voor het eerst geldig gepubliceerd in 1844 door Smith.